# Tabanus bashiri
Tabanus bashiri är en tvåvingeart som beskrevs av Abro 1994. Tabanus bashiri ingår i släktet Tabanus och familjen bromsar.
Artens utbredningsområde är Pakistan. Inga underarter finns listade i Catalogue of Life.